# Kim Andersen (politiker)
 For alternative betydninger, se Kim Andersen. (Se også artikler, som begynder med Kim Andersen)
Kim Andersen (født 17. oktober 1957 i Silkeborg) er en dansk nuværende generalkonsul, tidligere informationschef og politiker og medlem af Folketinget for Venstre. Han var midlertidig medlem af Folketinget flere gange fra 1995 til 1997, og fast medlem fra 1998 til 2015. I 2016 blev Kim Andersen bestyrelsesformand i Energinet.dk. I 2017 blev han af den danske regering udpeget til generalkonsul i Flensborg. Derudover sidder han i en række mindre bestyrelser og råd.

## Baggrund og erhvervskarriere
Kim Andersen gik i folkeskole i henholdsvis Th. Langs Skole i Silkeborg og Vestre Skole i Grenaa. Han tog en handelseksamen fra Grenaa Handelsskole. Efterfølgende videreuddannede han sig ved Danish Centre Ltd., London, i 1978 samt ved Danske Slagterier og Ess-Food, Axelborg i 1978-81. I 1983-84 var han stud.rer.soc. ved OUC.
Han var sekretær ved Venstres Folketingsgruppe 1981-84, hvorpå han var pressechef i Dansk Landbrugs Grovvareselskab A.m.b.a. på Axelborg i København 1984-87. Derpå var han koncern-informationschef i Aktieselskabet Korn- og Foderstof Kompagniet, KFK, i Viby J i 1987-98.

## Tillidsposter
Medlem af Venstre Ungdoms landsstyrelse og forretningsudvalg 1979, næstformand for Venstre Ungdoms landsorganisation 1980-1982, medlem af Venstres hovedbestyrelse 1980-1982 og 1990-1994, formand for Venstres landsorganisations energipolitiske udvalg 1998-2002. Medlem af hovedbestyrelsen for Den Danske Europabevægelse 1979-1993, medlem af forretningsudvalget fra 1985 og formand for dette 1988-1992. Medlem af bestyrelsen for Gl. Skovridergaard, formand for Gl. Skovridergaards Højskoler 1980-1984. Medlem af bestyrelsen for Dansk Landbrugspresse 1985-1995. Medlem af bestyrelsen for Landbrugets Samfundskontaktudvalg 1988-1990. Kandidat ved europaparlamentsvalget for Venstre i 1989 og 1994. Initiativtager til »Århus Amt stemmer JA-Komiteen for et JA til Den Europæiske Union« 1992. Medlem af byrådet i Skanderborg Kommune 1994-1998, 1. viceborgmester og ordfører. Medlem af Århus Amtsråd 1994-2006, bl.a. medlem af økonomiudvalget. Medlem af Erhvervsudviklingsrådet for Århus Amt 1994-1998. Medlem af Styrelsen for Århus Teater fra 1994, formand fra 2002-2010. Medlem af bestyrelen for Gedved Statsseminarium 1992-1995. Medlem af bestyrelsen for Skanderborg Amtsgymnasium 1994-2006. Medlem af bestyrelsen for Investment Location Region Århus 1995-2002. Medlem af bestyrelsen for Skanderborg-Odder Handelsskole 1998-2002. Medlem af bestyrelsen for Djursland Bank A/S 1998-2002 og af repræsentantskabet for Djursland Bank A/S fra 2009. Formand for Landsdelsscenernes Samarbejdsudvalg 2004-2007. Medlem af GF Forsikrings sikkerhedskomité fra 2005. Medlem af bestyrelsen for Den Selvejende Institution Fregatten Jylland fra 2007. Medlem af Landsskatteretten fra 2010. Medlem af bestyrelsen for Pensionsfonden af 1951 fra 2010. Medlem af betyrelsen for Mikkelberg Stiftung fra 2013.

Andersen var medlem af hovedbestyrelsen for Den danske Europabevægelse 1979-93, af bevægelsens forretningsudvalg fra 1985 og var formand for forretningsudvalget 1988-92. Han var medlem af bestyrelsen for kursusejendommen Gl. Skovridergaard ved Silkeborg og formand for Gl. Skovridergaards Højskoler 1980-84. Han var også initiativtager til »Århus Amt stemmer JA-Komiteen for et JA til Den Europæiske Union« i 1992. Han var endvidere formand for Fællesrådet vedrørende Mineralske Råstoffer i Grønland 2003-10, formand for regeringens udvalg vedrørende kulturelle anliggende i Sydslesvig (6-mandsudvalget) 2004-11. Han var statsministerens personlige repræsentant vedrørende fremme af et uhindret arbejdsmarked i grænselandet 2005-07, og han har været medlem af en lang række bestyrelser, herunder bestyrelsen for Den Selvejende institution Fregatten Jylland fra 2007.
I 2017 blev han af regeringen udpeget som dansk generalkonsul i Flensborg.

## Politisk løbebane
Kim Andersen var medlem af VU's landsstyrelse og forretningsudvalg 1979, næstformand for VU's Landsorganisation 1980-82. Han var medlem af Venstres hovedbestyrelse 1980-82 og 1990-94.
Han var medlem af Skanderborg Byråd 1994-1998 (udtrådt 1. sept. 1998), 1. viceborgmester og ordfører for Venstre i samme periode. Han var også medlem af Århus Amtsråd fra 1994-2007, blandt andet medlem af Økonomiudvalget.
Kim Andersen var sit partis kandidat til Folketinget i Horsenskredsen 1990-95 og i Skanderborgkredsen fra 1996. Han kom først i Folketingen som midlertidigt medlem for Vejle Amtskreds i flere perioder i 1995-1997 hvor han var stedfortræder for Eva Kjer Hansen, 
Jens Vibjerg og Anders Mølgaard.
Han blev valgt som folketingsmedlem for Århus Amtskreds fra 11. marts 1998 og senere, fra 2007-2015, for Østjyllands Storkreds.
Som folketingsmedlem var han blandt andet delegeret ved FN's 55. generalforsamling i 2000 og ved 68. generalforsamling i 2013. Han var formand for Venstres Landsorganisations Energipolitiske Udvalg fra 1998-2002 og energipolitisk ordfører fra 2001 og formand for Folketingets kulturudvalg 2001-2007.

## Privatliv
Andersen er søn af tidligere folketingsmedlem, direktør Niels Andersen og Gudrun Andersen. Han er gift med Birte M. Andersen, byrådsmedlem og folketingskandidat - sammen har de tre børn.